# 小さな旅ホリデー・パス
小さな旅ホリデー・パス（ちいさなたびホリデー・パス）は、東日本旅客鉄道（JR東日本）東北本部と盛岡支社で発売している特別企画乗車券（トクトクきっぷ）である。
「あおもりフリーエリア」、「いわてフリーエリア」については、2013年（平成25年）7月1日発売分より「あおもりホリデーパス」、「いわてホリデーパス」へ改称。

## 概要
各エリア内のJR線の普通列車・快速列車の普通車自由席とBRT他、指定路線が土曜・日曜・祝日及び特定期間に乗り降り自由となる一日乗車券である。
概ね青森県（あおもりホリデーパス）、岩手県（いわてホリデーパス）および宮城県・山形県・福島県の南東北3県（小さな旅ホリデー・パス）でエリアが分かれている。ただし、各県内すべてのJR線が利用できるわけではない。

### 利用可能日・発売箇所
- 利用可能日

土曜、日曜、祝日及び4月29日 - 5月5日、7月20日 - 8月31日、12月23日 - 1月7日の毎日。
※「あおもりホリデーパス」のみ、弘前ねぷた祭と青森ねぶた祭期間中の8月1日 - 8月7日は適用除外となるため、この期間は利用できない。
- 発売箇所

利用日の1か月前から、フリーエリア内のJR線主要駅の指定席券売機・みどりの窓口・びゅうプラザ及び主な旅行会社で発売。

### 注意点
- 東北新幹線・北海道新幹線は利用できない（別途特急券を購入しても利用不可）。
- 以下の列車・設備については、それぞれ対応する料金券を購入することで乗車できる[注 2]。
  - 在来線の特急/急行列車 - 特急券/急行券
  - 山形新幹線「つばさ」号 福島駅 - 新庄駅間
  - 秋田新幹線「こまち」号 盛岡駅 - 雫石駅間
  - 普通列車・快速列車の指定席（全車指定席の列車を含む）- 指定券
  - 普通列車・快速列車のグリーン車 - グリーン券[注 3]
    - ただし、「あおもりフリーエリア」については、青森⇔新青森間の乗車に限り、特急「つがる」の自由席及び全席指定の快速「リゾートしらかみ」に乗車しても該当の料金券は不要。

## 発売額・フリーエリア
2025年現在。フリー区間で駅間の表記がない線は全線利用可能。

### あおもりフリーエリア

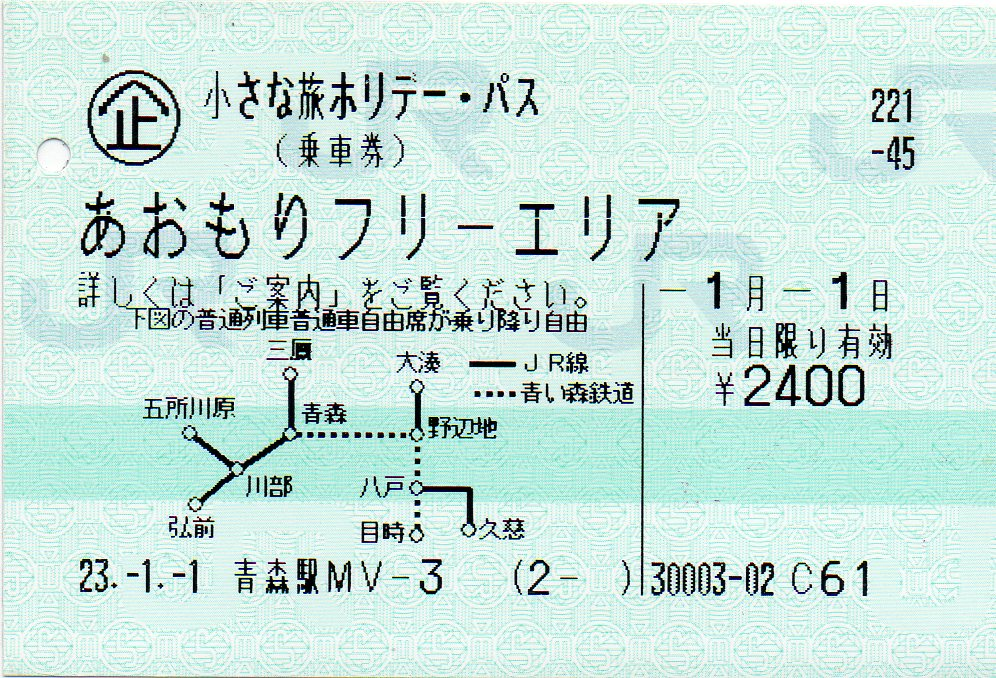
あおもりフリーエリア券（2010年12月4日からの利用分）

- 発売額
  - 大人 2,520円
  - 小児 1,260円

- フリーエリア
  - 奥羽本線 青森駅 - 弘前駅間
  - 津軽線
  - 五能線 川部駅 - 五所川原駅間
  - 大湊線
  - 八戸線
  - 青い森鉄道線

### いわてフリーエリア
- 発売額
  - 大人 2,510円
  - 小児 1,250円

- フリーエリア
  - 東北本線 花泉駅 - 盛岡駅間
  - 大船渡線 一ノ関駅 - 気仙沼駅間
  - 北上線 北上駅 - ほっとゆだ駅間
  - 釜石線
  - 山田線
  - 田沢湖線 盛岡駅 - 雫石駅間
  - 花輪線

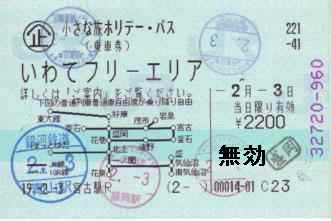
いわてフリーエリア券（2010年11月28日まで利用分）

  - 気仙沼線・大船渡線BRT 柳津駅 - 盛駅間
  - IGRいわて銀河鉄道線 盛岡駅 - 好摩駅間
  - 東日本交通バス岩泉茂市線（岩泉線代替バス） 茂市駅 - 岩泉病院間

### 南東北フリーエリア
- 発売額
  - 大人 2,720円
  - 小児 1,350円

- フリーエリア

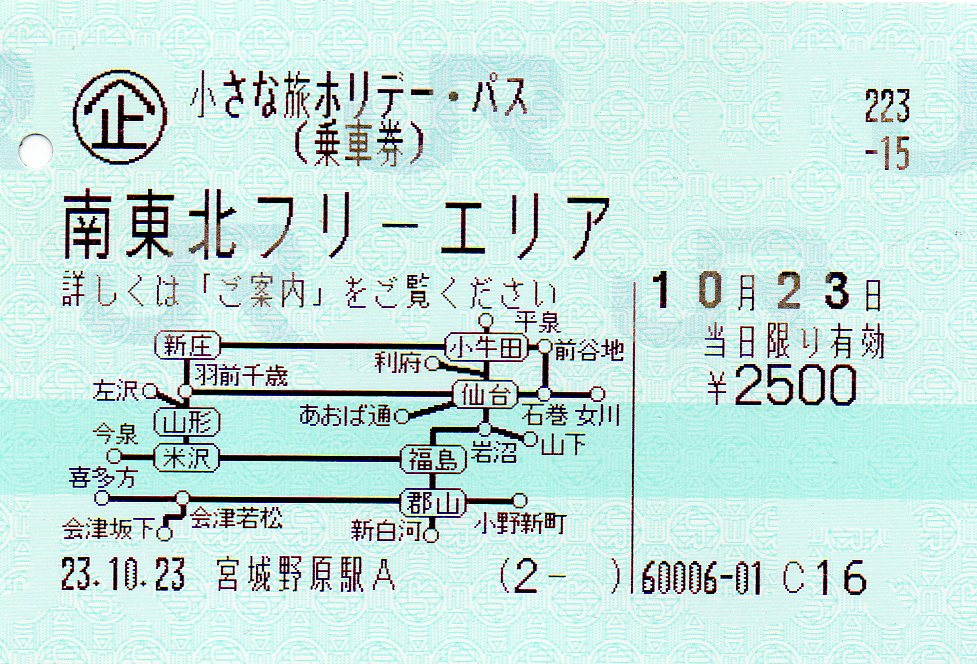
南東北フリーエリア券（2011年7月16日からの利用分）

  - 東北本線 新白河駅 - 平泉駅間、岩切駅 - 利府駅間、松島駅[注 4] - 高城町駅間
  - 磐越東線 郡山駅 - 小野新町駅間
  - 磐越西線 郡山駅 - 喜多方駅間
  - 只見線 会津若松駅 - 只見駅間[注 5]
  - 奥羽本線（山形線） 福島駅 - 新庄駅間
  - 米坂線 米沢駅 - 今泉駅間
  - 左沢線
  - 陸羽東線
  - 常磐線 山下駅 - 岩沼駅間
  - 仙山線
  - 仙石線
  - 石巻線
  - 気仙沼線・気仙沼線BRT
  - 仙石東北ライン（系統路線[注 6]）

## 沿革

### あおもりフリーエリア

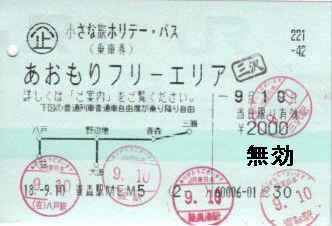
あおもりフリーエリア券（2010年11月28日まで利用分）

- 199*年 - 「あおもりホリデー・パス」発売開始（大人2,650円、小児1,320円）。フリーエリアは下記の通り。
  - 東北本線 一戸駅 - 青森駅間
  - 八戸線
  - 大湊線
  - 奥羽本線 碇ケ関駅 - 青森駅間
  - 津軽線
- 1999年頃 - 土日2日間利用できる「あおもりツーデー・パス」発売開始（大人3,600円、小児1,800円）。フリーエリアは「あおもりホリデー・パス」と同じ。
- 2001年11月 - 「あおもりツーデー・パス」の発売を終了。
- 2002年3月 - 「あおもりホリデー・パス」の発売を終了。
- 2006年4月 - 「小さな旅ホリデー・パス（あおもりフリーエリア）」発売開始（大人2,000円、小児1,000円）。フリーエリアは下記の通り。
  - 東北本線 八戸駅 - 青森駅間
  - 八戸線
  - 大湊線
  - 津軽線
- 2010年12月4日 - 東北新幹線 八戸駅 - 新青森駅間延伸開業に伴いフリーエリア・価格変更（大人2,400円、小児1,200円）。
- 2013年7月1日 - 「あおもりホリデーパス」に再改称。
- 2014年4月1日 - 消費税率引き上げに伴い、価格変更。大人2,470円・小児1,230円に値上げ。
- 2019年10月1日 - 消費税率引き上げに伴い、価格変更。現行の価格に。

### いわてフリーエリア
- 199*年 - 「いわてホリデー・パス」発売開始（大人2,450円、小児1,220円）。フリーエリアは下記の通り。
  - 東北本線 油島駅 - 金田一温泉駅間
  - 大船渡線
  - 気仙沼線 南気仙沼駅 - 気仙沼駅間
  - 北上線
  - 釜石線
  - 山田線
  - 岩泉線
  - 田沢湖線
  - 花輪線 好摩駅 - 東大館駅間
  - 奥羽本線 横手駅 - 大曲駅間
- 1999年頃 - 土日2日間利用できる「いわてツーデー・パス」発売開始（大人3,600円、小児1,800円）。フリーエリアは「いわてホリデー・パス」と同じ。
- 2001年11月 - 「いわてツーデー・パス」の発売を終了。
- 2002年3月 - 「いわてホリデー・パス」の発売を終了。
- 2005年4月 - 「いわてホリデー・パス」復活（大人2,200円、小児1,100円）。フリーエリアは現行のものから花輪線 東大館駅 - 大館駅間、気仙沼線 柳津駅 - 南気仙沼駅間を除外し、岩泉線と山田線 宮古駅 - 釜石駅間を加えたもの。
- 2006年4月 - 「小さな旅ホリデー・パス（いわてフリーエリア）」に改称。
- 2010年12月4日 - 花輪線のフリーエリアを大館駅まで延長。大人2,400円・小児1,200円に値上げ。
- 2013年7月1日 - 「いわてホリデーパス」に再改称。気仙沼線のフリーエリアを柳津駅まで延長。
- 2014年4月1日 - 岩泉線 廃止。消費税率引き上げに伴い、フリーエリア・価格変更。大人2,460円・小児1,230円に値上げ。
- 2019年3月23日 - 山田線 宮古駅 - 釜石駅間の三陸鉄道への移管に伴い、フリーエリアから除外。
- 2019年10月1日 - 消費税率引き上げに伴い、価格変更。
- 2020年4月1日 - 気仙沼線・大船渡線 廃止。（ただし、BRT路線として引き続き利用可能。）

### 南東北フリーエリア

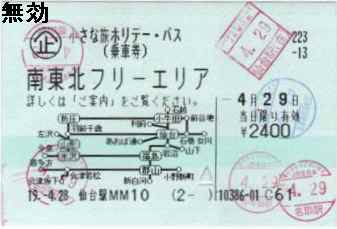
南東北フリーエリア券（2011年7月10日利用分まで）

- 199*年 - 「小さな旅南東北フリーきっぷ」発売開始（大人2,480円、小児1,240円）。フリーエリアは下記の通り。
  - 東北本線 新白河駅 - 石越駅間
  - 常磐線 山下駅 - 岩沼駅間
  - 磐越東線 郡山駅 - 小野新町間
  - 磐越西線 郡山駅 - 野沢駅間
  - 仙石線
  - 仙山線
  - 石巻線
  - 気仙沼線
  - 陸羽東線
  - 陸羽西線 新庄駅 - 古口駅間
  - 奥羽本線 福島駅 - 真室川駅間
  - 米坂線 米沢駅 - 小国駅間
  - 左沢線
- 2002年4月 - 「南東北ホリデー・パス」に名称変更。
- 2003年12月 - 「南東北ホリデー・パス」廃止、「小さな旅ホリデー・パス」発売開始（大人2,400円、小児1,200円）。フリーエリアは以前のものから東北本線 花泉駅 - 平泉駅間を除外したもの。
- 2006年4月 - 「小さな旅ホリデー・パス（南東北フリーエリア）」に改称。
- 2011年7月16日 - 東北本線のフリーエリアを平泉駅まで延長。2003年12月に除外された区間を戻して2,500円に値上げ。
- 2013年4月6日 - 気仙沼線 前谷地駅 - 気仙沼駅間と只見線 会津坂下駅 - 只見駅間をフリーエリアに追加し、大人2,600円・小児1,300円に値上げ。[1]
- 2014年4月1日 - 消費税率引き上げに伴い、価格変更。大人2,670円・小児1,330円に値上げ。
- 2015年5月30日 - 仙石東北ラインの運行開始に伴い、仙石線・東北本線接続線区間をフリーエリアに追加。
- 2019年10月1日 - 消費税率引き上げに伴い、価格変更。現行の価格に。
- 2020年4月1日 - 気仙沼線 廃止。（ただし、BRT路線として引き続き利用可能。）
- 2020年7月1日 - 「小さな旅ホリデー・パスを買って南東北を楽しもう!」キャンペーンの一環として、10月31日まで曜日に問わず毎日利用可能となった。[2]